# اللعبة (فلم 2010)
اللعبة (بالإنجليزية: The Game) هو فيلم إثارة نيجيري غاني صدرَ في عام 2010 من إخراج فرانك راجا أراسي وبطولة مجيد ميشيل وإيفون أوكورو وإيفون نيلسون.

## طاقم التمثيل
- مجيد ميشيل في دور تيدي إلبرت
- جون دوميلو في دور روني لوسون
- إيفون أوكورو في دور براندي
- إيفون نيلسون في دور شينيل جونسون
- بيفرلي أفاغلو في دور المخبر
- نادية آرتشر كانغ بدور جاكي أوبونج
- يوهانس ماير في دور بيل
- ليون دي أنجيلو في دور فريد
- فريد نعمة بدور جيك فريمان
- إيبي برايت في دور ليتويا بنسون

## الاستقبال
حصلَ الفيلمُ على تقييمِ ثلاث نجوم من أصل خمسة من موقع نوليود ريفنتد (بالإنجليزية: Nollywood Reinvented) الذي شكَّكَ في أصالة القصة لافتًا إلى احتماليّة نسخ الفيلم من فيلمينِ هنديينِ صدرا عام 2008 وهما فيلمُ العرق وفيلم غاجيني. أعطى موقعُ نوليود فور إيفر (بالإنجليزية: Nollywood Forever) الفيلم نسبة 58% كتقييم مؤكّدًا على أنَّ السينمائي كان عالي الجودة لكنّ الحبكة معقدةٌ ومربكةٌ للغاية.